# Genocid cultural
Genocidul cultural reprezintă orice act de distrugere deliberată a moștenirii culturale a unui popor sau a unei națiuni pentru scopuri politice sau militare.
Articolul 7 din „Declarația Națiunilor Unite cu privire la drepturile popoarelor indigene” din 26 august 1994 stabilește drepturile popoarelor indigene, și anume: „ele au dreptul individual și colectiv de a nu fi supuse genocidului sau genocidului cultural”.
Conceptul de genocid cultural pornește de la termenul de genocid, care reprezintă orice act comis cu intenția de a distruge, în tot sau în parte, un grup național, etnic, rasial sau religios prin: uciderea membrilor grupului; atingerea gravă a integrității fizice și psihice a membrilor grupului; supunerea intenționată a grupului la condiții de existență care să conducă la distrugerea sa fizică totală sau parțială; măsuri vizând împiedicarea nașterilor în cadrul grupului; transferul forțat de copii de la un grup la altul.
Exemple de genociduri culturale: genocidul din Ruanda, genocidul romilor europeni, genocidul din fosta Iugoslavia și altele.